# M108
M108 (NGC 3556) e спирална галактика, разположена в профил за земния наблюдател, отдалечена на 14.1 мегапарсека.. Намира се по посока на съзвездието Голяма мечка. Открита е от Пиер Мешен през 1781 или 1782. М108 е лесна мишена за любителите-астрономи и изненадва с многото детайли, които могат да се наблюдават с малък телескоп. Свети с магнитуд 10.
Ъгловите ̀и размери са 8′.7 × 2′.2, а видимата ̀и звездна величина е +10.7.